# 阿维尼翁旧喜剧院
阿维尼翁旧喜剧院（Ancienne Comédie d'Avignon）是一个剧院，位于法国普罗旺斯阿维尼翁克里雍广场（Place Crillon）9号，1732年开幕。目前建筑启用于1825年，1931年列为法国历史古迹。